# Chacolí de Vizcaya
Chacolí de Vizcaya o Txakoli de Vizcaya  (en euskera Bizkaiko Txakolina) es una denominación de origen española que regula y ampara este tipo de vino producido en el territorio histórico de Vizcaya, incluido en la Comunidad Autónoma del País Vasco, situada a orillas del Cántabrico en el norte de la península ibérica. La zona de producción está constituida por los terrenos situados a una cota de altitud sobre el nivel del mar inferior o igual a 400 m, que estén ubicados en cualquiera de los términos municipales de la provincia y que se consideren aptos. Fue establecida en 1994, estando la sede del consejo regulador en el Palacio Mendibile de Lejona
El término Chacolí-Txakolina es una mención tradicional protegida por la normativa europea.
El territorio de Vizcaya es una zona con una fuerte implantación industrial y desarrollo urbano que ha reducido al mínimo el territorio rural y agrícola. Los viñedos destinados al cultivo de la uva que producirá Chacolí de Vizcaya colaboran decisivamente a la conservación del entorno natural de Vizcaya y al mantenimiento del sector agrícola del territorio.
El término 'chacolí' es conocido desde la Edad Media. Con este nombre se conocían los vinos que se producían y consumían en Vizcaya.[cita requerida] El término describe al vino y, al mismo tiempo, a los establecimientos donde se servía, generalmente caseríos con parras y viñedos propios que elaboraban y vendían su producto en el mismo lugar en el que se producía.
Los chacolís de Vizcaya y el chacolí tuvieron gran predicamento durante siglos pero entraron en declive a mediados del siglo XIX en parte por el desarrollo industrial de Bilbao y de Vizcaya, que fue cambiando el paisaje del territorio y en parte por diversas plagas y enfermedades que limitaron la producción hasta dejarla en mínimos.
Aunque el chacolí de Vizcaya se siguió produciendo a pequeña escala, quedó reducido a un vino de consumo doméstico. Fue a comienzos de la década de los ochenta cuando un grupo de bodegueros se agrupó en la llamada Asociación de Chacolineros de Vizcaya (BIALTXA) y con el apoyo de la Administración vasca y de la Diputación Foral de Vizcaya comenzó el trabajo de recuperación de este vino.

Esta denominación obtuvo su registro ante la Unión Europea el 19 de febrero de 1999. También cuenta con registro ante la Organización Mundial de la Propiedad Intelectual desde 22 de junio de 2021.

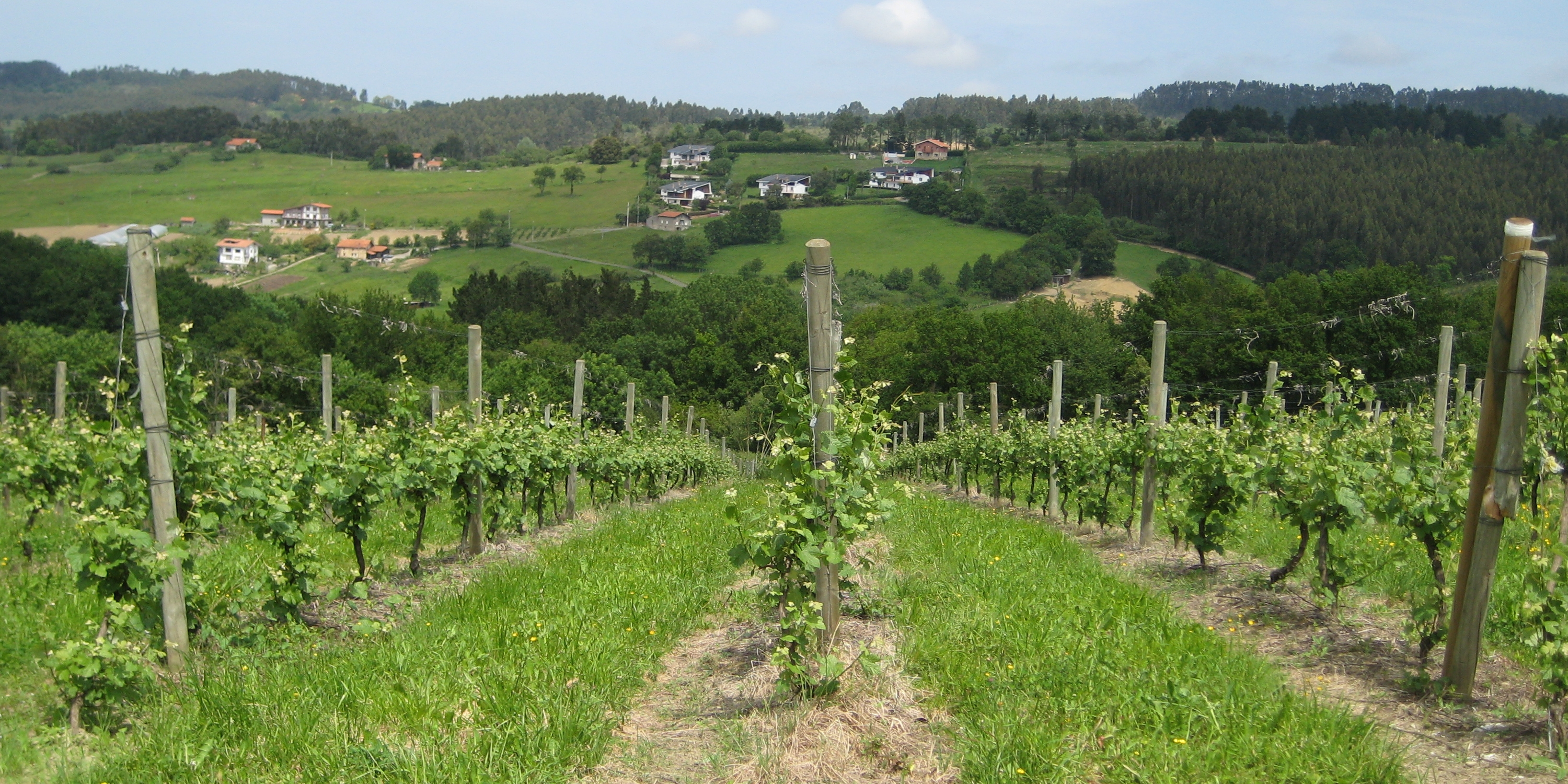
Viñedo en Erandio.

## Los viñedos y las zonas de producción

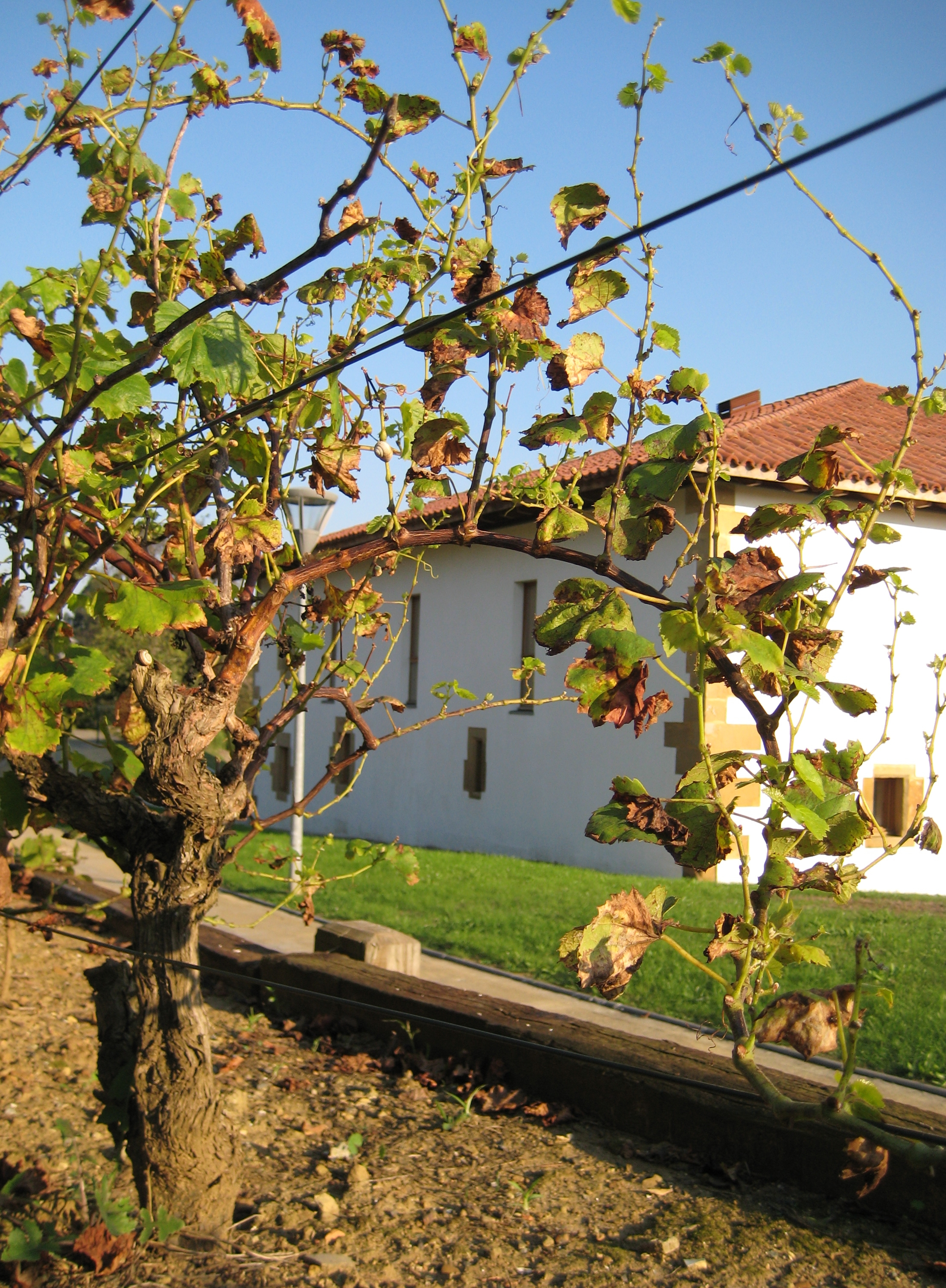
Palacio Mendibile, sede del Consejo Regulador.

La mayoría de las zonas de explotación se sitúan en laderas bajas cerca de la costa, con altitudes que rondan los 150 metros sobre el nivel del mar.
Las explotaciones costeras tienen un clima atlántico, es decir fresco y húmedo, mientras que las del interior soportan un clima continental más seco y cálido.
La climatología de Vizcaya determina la producción de los viñedos de chacolí. Se trata de un territorio de clima atlántico, húmedo y templado, con temperaturas suaves en verano gracias a la proximidad del mar, que facilitan una lenta maduración, una pluviometría de entre 1.000 y 1.300 mm, con lluvias más abundantes en invierno, primavera y otoño, y suelos de poca profundidad, ligeramente ácidos y de textura franco arcillosa. El viñedo de Chacolí de Vizcaya se cultiva actualmente en espaldera habiendo quedado definitivamente olvidadas las parras tradicionales, tan características de los pórticos de los caseríos vascos.
Los viñedos de Chacolí de Vizcaya se distribuyen a lo largo y ancho de todo el territorio de Vizcaya, ocupando una superficie total de 400 hectáreas.
Debido a la peculiar orografía del territorio, los viñedos se organizan en torno a seis zonas de producción diferenciadas que, en todos los casos, las parcelas cumplen con la norma de estar situados por debajo de los 400 metros, bien orientados, con una buena exposición al mediodía, en media ladera, bien drenadas y aireadas.
Las seis zonas de producción son Encartaciones /Margen izquierda; Uribe; Urdaibai; Lea Artibai; Nervión; y Duranguesado.
Tanto la superficie de viñedo como el número de Bodegas varía de unas zonas a otras. Uribe y Urdaibai concentran el mayor número de bodegas y de terreno destinado a viñedo. En la zona de producción de Uribe destacan el municipio de Baquio y el valle del Txori Herri, que abarca los municipios de Zamudio, Derio, Lezama y Larrabezúa. En Urdaibai encontramos las explotaciones de Guernica, Múgica, Busturia, Cortézubi o Morga.
Las Encartaciones son también un territorio donde tradicionalmente se ha elaborado chacolí en municipios como Zalla, Valmaseda o Gordejuela, lo mismo que en el Duranguesado el chacolí ha crecido a la sombra del Amboto en viñedos y bodegas de Elorrio, Amorebieta, Euba, Durango o Abadiño.
También encontramos chacolí de Vizcaya en los límites más extremos de la provincia, en Orduña por un lado, o Marquina, Ondárroa o Lequeitio, por el otro.
La variedad de las zonas de producción, desde las templadas laderas de la costa hasta las más frías del interior, aportan sus particulares características para aportar diferentes matices a un chacolí elaborado en todos los casos dentro de los parámetros establecidos por el Consejo Regulador de la Denominación de Origen.

## El Consejo Regulador
El Consejo Regulador es el encargado de velar por la autenticidad del chacolí elaborado bajo la etiqueta de Chacolí de Vizcaya. Está formado por un presidente, un vicepresidente, seis vocales elegidos por los sectores productor y elaborador y dos representantes del Gobierno vasco y de la Diputación Foral de Vizcaya.
Para garantizar la autenticidad del producto el Consejo Regulador dispone de un Reglamento que regula las variedades de uva autorizadas, el porcentaje de superficie de viñedo destinada a cada una de dichas variedades, el rendimiento por hectárea o las variedades de chacolí reconocidas.
El control del complimiento del Reglamento corre a cargo de una entidad de control externa, que certifica que los chacolís auditados cumplen con los requisitos exigidos. Asimismo un Comité de Cata dependiente del Consejo Regulador es el encargado del control organoléptico.

## Variedades de uva
El Chacolí de Vizcaya se elabora con tres variedades de uva principales y seis autorizadas. Las tres variedades principales son la Hondarrabi Zuri, que es la principal costera del País Vasco y que diferencia al chacolí del resto de los vinos del mundo; la Hondarrabi Zuri Zerratia, de racimo más cerrado, que aporta aromas florales y vegetales con ligeras notas de amargor; y la Hondarrabi Beltza, de la que sale el chacolí tinto, un vino original y  exclusivo de la Denominación, aromático, con sensaciones frutales muy intensas.
Las variedades autorizadas, que se pueden utilizar en porcentajes limitados, son: Mune Mahatsa, Izkiriota, Izkiriota Ttippia, Sauvignon Blanc, Riesling y Chardonnay.

## Tipos de chacolí y sus notas de cata
Con estas uvas principales y autorizadas bajo la Denominación de Origen Chacolí de Vizcaya se producen cuatro tipos de chacolí

### Chacolí blanco
Es prácticamente la totalidad de la producción, alrededor de un 95%. Se elabora con las variedades principales Hondarrabi Zuri y Hondarrabi Zuri Zerratia. Es un vino con tonalidades del amarillo pálido al amarillo pajizo; brillante y cristalino, con aromas primarios de intensidad media, y amplia gama de matices entre los que predominan las notas de fruta, florales y herbáceas.
En boca tiene un gusto típico, ligeramente ácido, fresco y equilibrado con un final de la sensación en boca medianamente persistente.

### Chacolí blanco fermentado en barrica
Algunos viñedos que disfrutan de unas condiciones climáticas especiales, producen uva susceptible de madurar en barrica de roble. Estos chacolís presentan un color más intenso en la gama  del amarillo pajizo al amarillo pálido, limpios y brillantes; sus aromas son más intensos y a las notas frutales y florales se le añaden otras balsámicas.
Son vinos frescos, equilibrados y complejos; persistentes, con un post gusto en el que se vuelven a apreciar las notas frutales, florales y balsámicas.

### Chacolí rosado
Llamado tradicionalmente ‘Ojo de gallo’. Requiere una aportación mínimo del 50% de la variedad tinta recomendada Hondarrabi Beltza.
De color rosa, con matices entre fresa pálido y frambuesa. Limpio y brillante. Sus aromas recuerdan a los frutos silvestres, con aportaciones de huerta y pimiento verde, propios de esta variedad de uva.
Son vinos con una estructura entre ligera y media, frescos y vivos con un post gusto largo y afrutado propio de la variedad.

### Chacolí tinto
Se elaborado con la variedad Hondarrabi Beltza, es un vino tinto joven, con una personalidad muy marcada y que le diferencia de otros tintos más habituales en nuestro país
Es de color rojo intenso, con tonalidades que van del rojo cereza al violáceo. Sus aromas primarios son de gran intensidad, con notas de pequeños frutos, pimiento verde y huerta. Vinos de estructura media, frescos, adecuadamente tánicos, con post gusto afrutado, con recuerdos de huerta y pimiento verde.
Por su estructura y complejidad, algunos de estos chacolís tintos permiten la crianza, lo que añadiría notas tostadas y de madera propias de esta técnica de elaboración.

## Vinos especiales
Dentro de la DO se están elaborando nuevos tipos de vinos diferenciados del chacolí tradicional, producto de la iniciativa de algunas bodegas y profesionales que investigan las posibilidades de las variedades de uva amparadas y las distintas técnicas de elaboración. Al no ser chacolís propiamente dichos, estos vinos se incluyen en la DO como vinos amparados y controlados pero en su etiquetado no se podrá hacer uso del término chacolí.
Se trata de dos productos especiales:

### Vendimia tardía
Elaborado con uvas sobremaduradas, con un grado alcohólico natural probable superior al 15% Vol., producidas en viñedos adscritos.
Es un vino de color amarillo dorado, con aromas intensos y complejos, y notas de fruta madura, especias, miel y frutos secos. Tienen un gusto equilibrado, redondo y untuoso, con una buena persistencia aromática, con un final es largo y elegante.

### Espumosos
La principal característica de estos vinos, elaborados con la misma técnica que otros espumosos, es que el vino base es exclusivamente chacolí calificado. Asimismo, el relleno de las botellas tras el degüelle se realiza exclusivamente con este mismo vino.
Son de color del amarillo pajizo al amarillo dorado, pudiendo presentar brillos verdosos Limpio y brillante con desprendimiento persistente de burbujas. Aromas de intensidad media, frescos y afrutados, pudiendo completarse con aromas secundarios. En boca son vinos frescos, con un adecuado equilibrio entre acidez y azúcar. Presentan notas de combinan las afrutadas (cítricos, piña) con matices de frutos secos.